# TERS

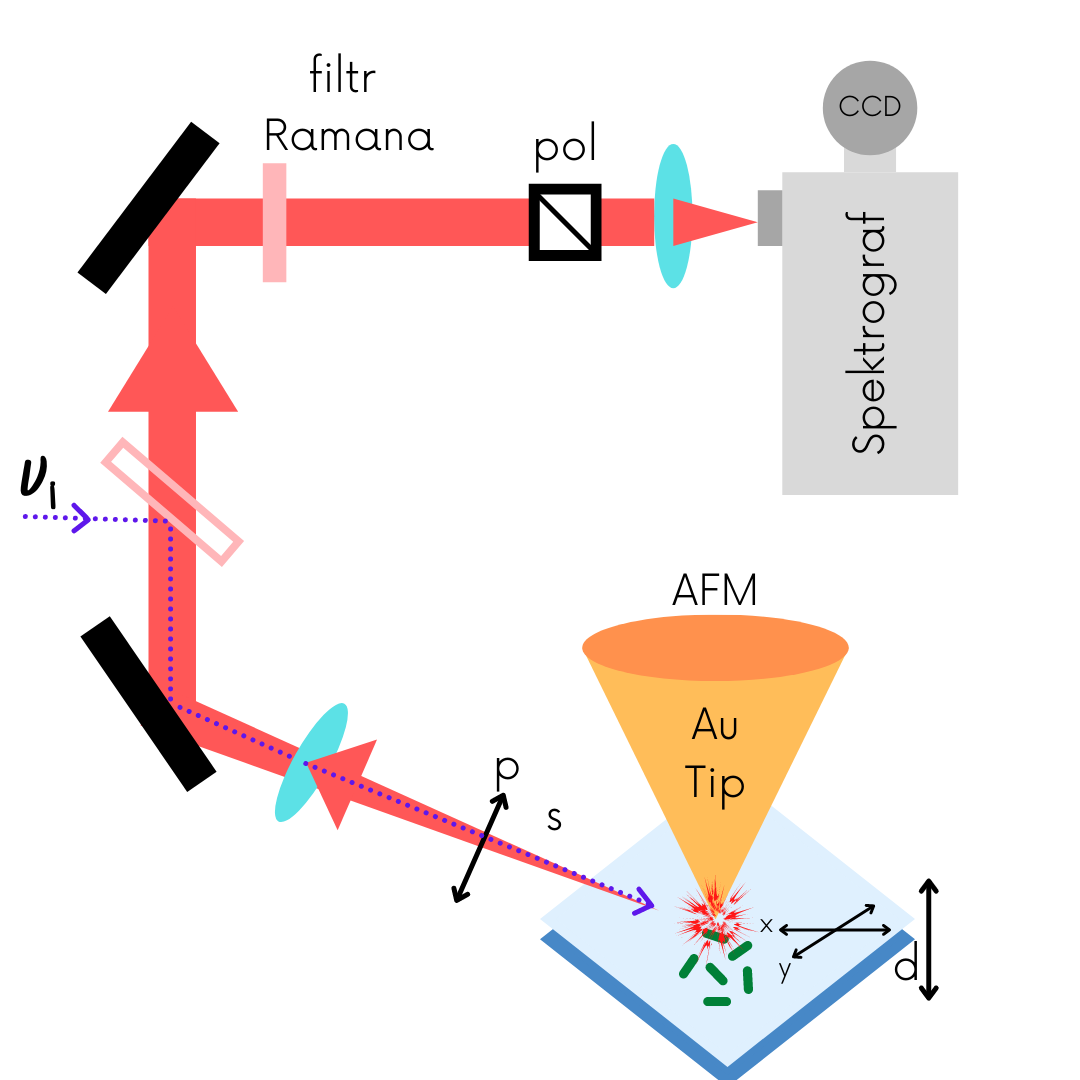
Eksperyment TERS

TERS (ang. Tip-Enhanced Raman Spectroscopy) – technika spektroskopowa (rodzaj spektroskopii Ramana), która polega na pomiarze promieniowania pochodzącego od tzw. rozproszenia Ramana cząsteczek ze wzmocnieniem dzięki zastosowaniu odpowiedniej igły. Metoda ta charakteryzuje się wysoką rozdzielczością w porównaniu do klasycznej spektroskopii ramanowskiej oraz jest niedestrukcyjna i nieznacznikowa.
Ograniczeniem w klasycznym pomiarze widma ramanowskiego może być  fakt, iż rozdzielczość nie może przekraczać połowy długości fali rozproszonego światła (zobacz limit Abbego). Różnica pomiędzy częstotliwościami fotonów padających i rozproszonych nazywana jest przesunięciem Ramana (cześć fotonów będzie się rozpraszać bez straty energii – pasma Raleigha). Jak każda inna technika oparta na pomiarze promieniowania rozproszenia Ramana (zobacz nieelastyczne rozproszenie fotonów), wymaga aby w czasie drgania normalnego zachodziła zmiana polaryzowalności. Dlatego metody ramanowskie stanowią narzędzie komplementarne do spektroskopii IR. 

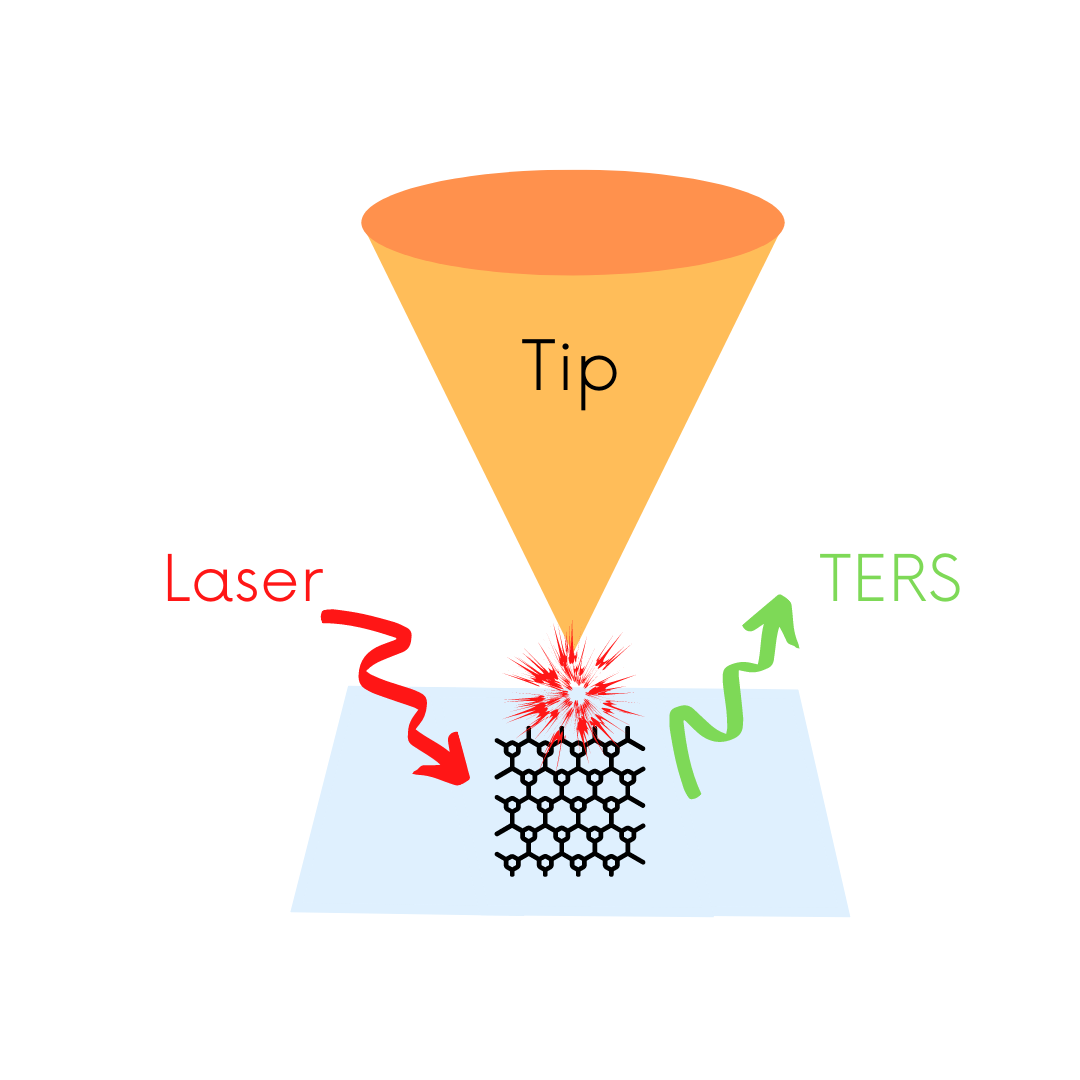
Schemat rozproszenia w TERS

Z punktu widzenia metody pomiarowej, spektroskopię TERS można uznać za specyficzną spektroskopię SERS (ang. Surfce-Enhanced Raman Spectroscopy). W spektroskopii TERS kluczowe jest stwarzanie wzmocnienia podobnego do klasycznej spektroskopii powierzchniowej, dlatego końcówka igły skanującej musi być pokryta odpowiednim metalem np. platyna, srebro, złoto. Owa igła na końcówce ma grubość maks. kilku atomów i pełni funkcję wzmocnienia pola, w wyniku czego uzyskuje się wzmocnienia intensywności Ramana rzędu nawet 103-107. Oznacza to możliwość badania powierzchni z dokładnością do 1.7 nm. Inne źródła podają wartość rozdzielczości ok. 10 nm.
Technologia TERS pozwala na sprzężenie z mikroskopem sił atomowych (AFM, ang. Atomic Force Microscope) lub skaningowym mikroskopem tunelowym (STM, ang. Scanning Tunneling Microscope).
Zastosowanie TERS pozwala na pominięcie ograniczeń takich jak limit Abby’ego (tak jak w klasycznej spektroskopii ramanowskiej) oraz sygnału zbieranego od dużej grupy molekuł (tak jak w przypadku SERS). Do pomiaru potrzebny jest mikroskop optyczny w celu prawidłowego zlokalizowania wiązki laserowej będącej źródłem rozpraszanego światła. 
Z kolei dzięki zastosowaniu techniki skupiania padającego światła (nanofocusing), przy pomocy światłowodu, prowadzącego do wierzchołka końcówki igły, opracowano metodę NSOM-TERS typu fiber-in-fiber-out, w której ten sam metalowy nanoprzewód (będący także źródłem) zbiera sygnał Ramana. Spektroskopia TERS może posłużyć jako narzędzie do sekwencjonowania DNA lub obrazowania 2D.